# Frederico Burgel Xavier
Frederico Burgel Xavier, genannt Fred, (* 15. Januar 1986 in Novo Hamburgo) ist ein brasilianischer Fußballspieler. Er ist auch im Besitz der deutschen Staatsbürgerschaft. Der Rechtfüßer wird in der Innenverteidigung eingesetzt.

## Karriere
Fred begann seine Laufbahn unter anderem in der Jugendmannschaft von SC Internacional. Von hier schaffte er in der Winterpause 2006/07 den Sprung nach Belgien in den Profikader von Standard Lüttich. In seiner ersten Saison in dem Klub kam er zu zwei Einsätzen. Am 18. März 2007 wurde er in 84. Minute für Steven Defour eingewechselt. In der Folgesaison kam der Spieler zu acht weiteren Einsätzen. Am Ende der Saison wurde sein Klub belgischer Meister. In dem Jahr kam Fred auch zu seinem ersten Einsatz auf internationaler Klubebene. Im UEFA-Pokal 2007/08 trat er am 4. Oktober 2007 gegen den späteren Pokalsieger Zenit St. Petersburg an.
Im Anschluss wechselte Fred zur Saison 2008/09 zum KFC Dender. Bei dem Klub erzielte er seinen ersten Erstligatreffer. Im Spiel gegen den KV Mechelen wurde er nach der Halbzeitpause eingewechselt und erzielte in der 82. Minute den einzigen Treffer seiner Mannschaft bei der 4:1-Niederlage. Nach dem Jahr bei Dender ging Fred zurück nach Brasilien und kam beim EC Juventude unter Vertrag. Für diesen trat er 2010 in der Staatsmeisterschaft von Rio Grande do Sul und Copa do Brasil an. In 2011 dann auch in der Série D.
Das Jahr 2012 begann für den Spieler zunächst mit einem persönlichen Aufstieg. Er wechselte zum Figueirense FC. Dieser spielte in der Saison 2007 in der Série A. Gegen den CR Vasco da Gama erfolgte hier sein erstes Spiel am 8. Juli 2012. Auch in der Copa Sudamericana 2012 kam er zu zwei Einsätzen. Den Ersten bestritt er am 14. August 2012 gegen Atlético Goianiense. Kurz danach wechselte er im September 2012 in die Série B zum Avaí FC. In dem Klub blieb er nur bis zum Ende des Jahres.
Anfang 2013 lief er wieder für Juventude in der Staatsmeisterschaft auf. Zum Ligabetrieb ging der Spieler aber zum AD São Caetano in die Série B. Wieder blieb Fred nur bis zum Saisonende. Er ging für 2014 zum EC Novo Hamburgo, bei welchem er schon in seiner Jugendzeit war. Er spielte hier bis Mitte des Jahres in der Staatsmeisterschaft von Rio Grande do Sul und dem Copa do Brasil. Den Rest des Jahres verbrachte er beim SER Caxias do Sul in der Série C.
2015 pendelte Fred wieder zurück zu Novo Hamburgo. Wieder trat mit dem Klub in der Staatsmeisterschaft an und verließ den Klub danach. Er kam zum Goiás EC und zurück in die Série A. Am Ende der Saison 2015 musste Goiás absteigen. Fred konnte aber durch einen Wechsel zum Grêmio FBPA auch die Saison 2016 erstklassig spielen. Für die Saison 2017 wurde Fred an den EC Vitória bis Saisonende ausgeliehen. Argel Fuchs, der Trainer von Vitória, hatte sich für seine Verpflichtung eingesetzt. Am Ende des Jahres endete der Kontrakt mit Grêmio und Fred wechselte zum dritten Mal zu Juventude. Mit diesem trat wieder in der Série B an. Obwohl er auch Angebote von Série A Klubs hatte, entschied er sich für Juventude. Ausschlaggebend war für ihn die Heimatnähe sowie die sportlich interessantere Aufgabe um den Aufstieg in der Série B zu spielen, wie gegen den Abstieg in der Série A. Nach der Saison verließ Fred den Klub wieder, um sich für die Staatsmeisterschaft 2019 erneut Novo Hamburgo anzuschließen.
Zur Meisterschaftsrunde 2019 nahm der Botafogo FC (PB) Fred unter Vertrag. 2021 beendete er zunächst seine aktive Laufbahn, ließ sich dann 2024 nochmals reaktivieren.

## Erfolge
Standard Lüttich
- Meister Belgien: 2007/08

Grêmio
- Brasilianischer Pokalsieger: 2016

Vitória
- Staatsmeisterschaft von Bahia: 2017